# Vincenzo Leonio
Vincenzo Leonio, noto anche con lo pseudonimo di Uranio Tegeo (Spoleto, 9 febbraio 1650 – Roma, 16 gennaio 1720), è stato un poeta italiano e, nel 1690, uno dei fondatori dell'Accademia dell'Arcadia.

## Biografia
Vincenzo Leonio nacque da Pacifico Leonio e Loreta Innocenzi in una famiglia aristocratica di Spoleto, all'epoca parte dello Stato Pontificio. Rimase orfano di padre a dieci anni, si formò presso i gesuiti eccellendo nelle discipline umanistiche come grammatica, retorica e filosofia, e successivamente si laureò in diritto civile, diritto canonico e teologia presso l'università di Macerata. Nel 1671 si trasferì a Roma, dove si laureò in utroque iure presso l'archiginnasio romano (oggi università "La Sapienza") e cominciò ad esercitare la professione di avvocato. Continuò nel frattempo ad occuparsi di produzione poetica e, nel 1690, fu tra i fondatori dell'Accademia dell'Arcadia, ove assunse il nome di Uranio Tegeo e fu tra i membri più attivi e influenti: ricoprì diverse cariche, tra cui il procustodiato generale, il collegato e la censura. Fu anche membro dell'Accademia della Crusca e dell'Accademia degli Intronati.
Grande ammiratore di Petrarca, Leonio scrisse poesie sia in latino che in italiano. Alcune delle sue elegie furono inserite nell'Arcadum Carmina (1757), altre sue opere in prosa sono raccolte nelle Prose degli Arcadi (1718) e nel secondo volume di Vite degli Arcadi illustri.